# François de Mey

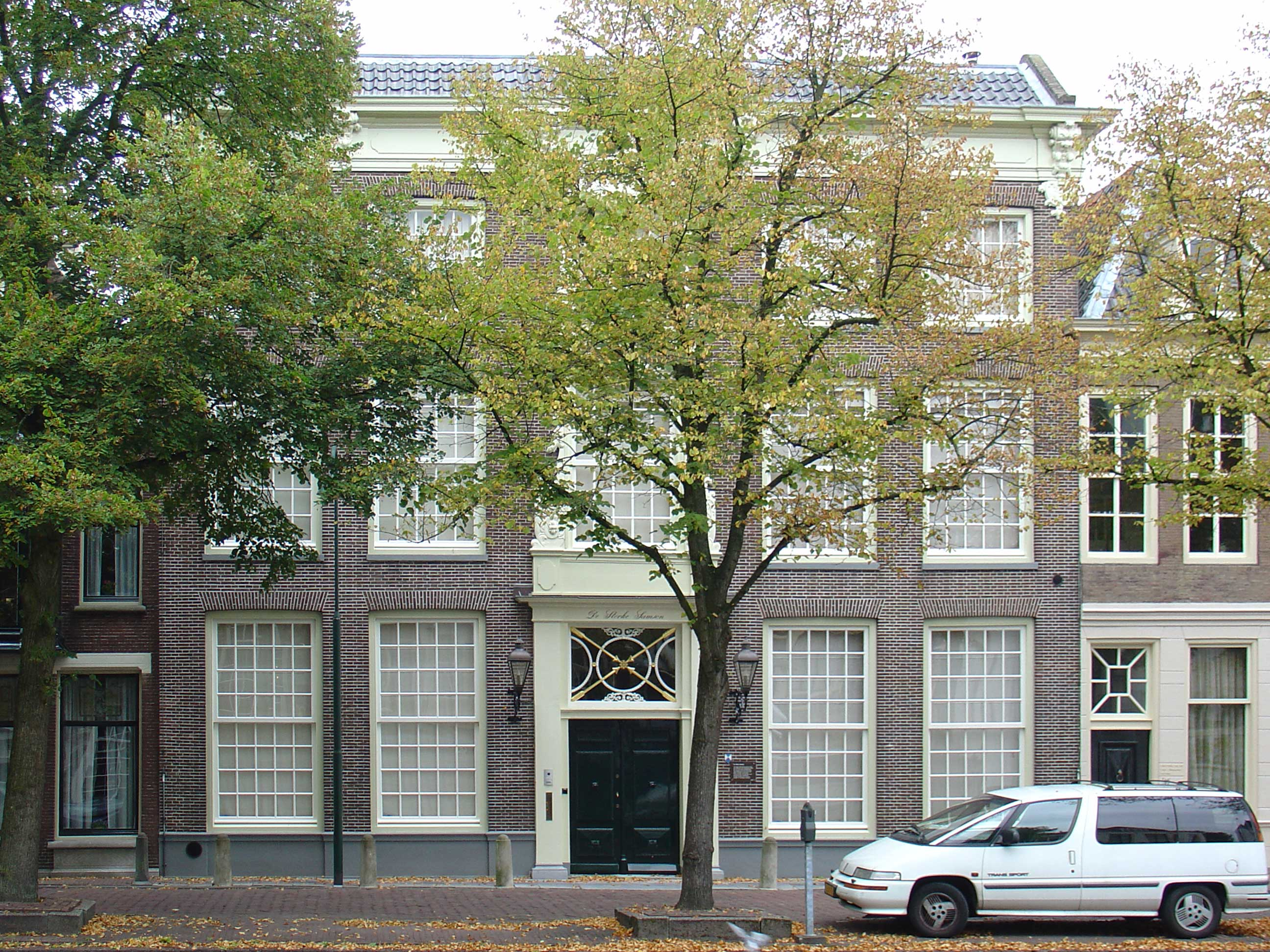
'De Sterke Samson' in Gouda, de burgemeesterswoning waar Francois de Mey woonde.

François de Mey (Amsterdam, 1726 – Limmen, 1797), heer van Nieuw-Lekkerland en Limmen, was een Nederlands regent.

## Biografie
François de Mey (ook wel: de Meij ) was de tweede zoon van Jean Gijsberto de Mey (1701-1788) en Catharina van Gerwen (1698-1769). 
De Mey werd in 1742 poorter van Gouda. In 1748 werd hij lid van de Goudse vroedschap. Tussen 1767 en 1795 was hij elf jaar lang burgemeester van Gouda. Daarnaast bekleedde hij verschillende andere ambten, zoals schepen, weesmeester, kerkmeesterregent van het leprooshuis en regent van het oudemannenhuis. Ook was hij lid van de Raad van State en lid van de admiraliteit.
François trouwde in 1749 met Charlotta Jacoba Jacoby, een dochter van Marcellus Jacoby en Jacoba Lemmers. Marcellus Jacoby was secretaris van de gouverneur van Suriname en bezat ook enkele plantages. Charlotta erfde een aandeel aan de plantages Klein Marseille, Groot Marseille en Ephrata. Op de plantages werd door tot slaafgemaakten suiker, tabak en cacao verbouwd. François de Mey bemoeide zich intensief met het bestuur van de plantages.
Na de dood van Charlotta trouwde De Mey met Anna Maria du Peyrou (1722-1785). Via haar kreeg hij de titel heer van Limmen. 
François de Mey overleed in 1797 op eenenzeventigjarige leeftijd in zijn buitenplaats in Limmen.